# Communauté de communes du canton de Laplume-en-Bruilhois
La communauté de communes du canton de Laplume-en-Bruilhois, était le nom de la structure intercommunale qui regroupait la commune de Laplume et les communes qui l'entourent, situées en France dans le département de Lot-et-Garonne et la région Aquitaine. Créée le 29 juin 1998, elle était composée de 9 communes et son siège se situait à Estillac.
Au 1er janvier 2013, elle a fusionné avec la communauté d'agglomération d'Agen et la commune de Pont-du-Casse pour former un nouvel établissement public de coopération intercommunale dont le nom est l'Agglomération d'Agen.

## Anciennes communes membres
- Brax

1788 hab - 880 ha 
- Sainte-Colombe-en-Bruilhois

1 650 hab - 2115 ha
- Estillac

1591 hab - 794 ha
- Laplume

1352 hab - 3264 ha
- Roquefort

1665 hab - 753 ha
- Moirax

1117 hab - 1620 ha
- Aubiac

1007 hab - 1386 ha
- Sérignac-sur-Garonne

1070 hab - 891 ha
- Marmont-Pachas

124 hab - 796 ha